# Луи-Арман д’Эстре
Герцог Луи-Арман д’Эстре-Лозьер-Темин (фр. Louis-Armand d'Estrées-Lausières-Thémine; 3 сентября 1682 — 16 июля 1723, Париж) — французский государственный деятель.

## Биография
Сын герцога Франсуа-Аннибаля III д’Эстре и Мадлен де Лион.
Маркиз де Кёвр, Темин и Кардайяк, виконт Суассона, барон де Гурдон-Лабурьян.
Наследовал своему отцу как герцог д’Эстре и пэр Франции в возрасте шестнадцати лет. Он был слишком молод для вступления в должность, но благодаря влиянию своего двоюродного дяди кардинала д’Эстре, получил посты губернатора Иль-де-Франса, и отдельно Суассона, Лана, Нуайона и Домма в Керси.
В сентябре 1719 продал губернаторство Иль-де-Франса графу д’Эврё, и 16 июля 1723 умер, не оставив потомства. 18 июля его останки были перенесены из церкви Сан-Никола-де-Шан в церковь фёйянов в Суассоне.
Луи-Арман был последним отпрыском старшей линии герцогов д’Эстре. Титулы герцога и пэра унаследовал его кузен Виктор-Мари д'Эстре, маршал Франции.
Жена (с 1 августа 1707): Диана-Аделаида-Филиппа Мазарини-Манчини (ок. 1687 — 29.09.1747), дочь Филиппа-Жюльена Манчини-Мазарини, герцога Неверского, и Дианы-Габриели Дама де Тьянж